# ダニエル・カーネマン
ダニエル・カーネマン（Daniel Kahneman [ˈkɑːnəmən]、ヘブライ語: דניאל כהנמן、1934年3月5日 - 2024年3月27日）は、イスラエル・アメリカ合衆国の心理学者、行動経済学者。経済学と認知科学を統合した行動ファイナンス理論及びプロスペクト理論で著名。エイモス・トベルスキーととも行動経済学の創始者として知られている。

## 業績

### プロスペクト理論
- プロスペクト理論（prospect theory）は、不確実性下における意思決定モデルの一つ。選択の結果得られる利益もしくは被る損害および、それら確率が既知の状況下において、人がどのような選択をするか記述するモデルである。この理論は、1979年、ダニエル・カーネマンとエイモス・トベルスキーによって発展した。

### ヒューリスティクスとバイアス
- 心理学におけるヒューリスティックは、人が複雑な問題解決等のために何らかの意思決定を行う際、暗黙のうちに用いている簡便な解法や法則のことを指す。これらは経験に基づく為、経験則と同義で扱われる。判断に至る時間は早いが、必ずしもそれが正しいわけではなく、判断結果に一定の偏り（バイアス）を含んでいることが多い。ヒューリスティックの使用によって生まれている認識上の偏りを、認知バイアスと呼ぶ。
- ダニエル・カーネマン、ポール・スロヴィック、エイモス・トベルスキー共著、『Judgment Under Uncertainty: Heuristics and Biases』、1982年、およびT・ギロヴィッチ、D・グリフィン、ダニエル・カーネマン共編、『Heuristics and biases: The psychology of intuitive judgment』、2002年参照。

### ピーク・エンドの法則
- ピーク・エンドの法則（Peak-end rule）とは、ダニエル・カーネマンが1999年に発表した、あらゆる経験の快苦の記憶は、ほぼ完全にピーク時と終了時の快苦の度合いで決まるという法則のことである。

## 経歴
- 1934年　現イスラエルのテル・アヴィヴでリトアニア系ユダヤ人の家庭に生まれる[1]。
- 幼少時代をパリで過ごす。
- 1948年　イスラエル独立直前のイギリス委任統治領パレスチナに移住する。
- 1954年　エルサレムのヘブライ大学で心理学を主、数学を従として学び卒業する（B.A.）。
- イスラエル国防軍の心理学部門に務める。
- 1958年　カリフォルニア大学バークレー校で博士号を得る勉強のために、アメリカに移る。
- 1961年　カリフォルニア大学バークレー校で博士号（心理学）を取得する。
- 1961年～1977年　ヘブライ大学の講師となる。
- 1972年～1973年　行動科学先端研究センターで研究する。
- 1978年～1986年　ブリティッシュコロンビア大学の心理学教授となる。
- 1986年～1993年　カリフォルニア大学バークレー校の教授となる。
- 1993年～2007年　プリンストン大学の教授（Eugene Higgins Professor of Psychology）、およびウッドロー・ウィルソン・スクールの心理学・公的行動の教授（Professor of Psychology and Public Affairs）となる。
- 2007年　プリンストン大学名誉教授、およびウッドロー・ウィルソン・スクール名誉教授となる。
- 2024年3月27日　死去[2][1]。90歳没[3]。彼の死までエイモス・トベルスキーの未亡人で、スタンフォード大学およびコロンビア大学の教授であるバーバラ・トベルスキーがパートナーとして付き添った[4]。
- 2025年3月、カーネマンと親交のあったジェイソン・ツヴァイク（英語版）がウォール・ストリート・ジャーナルに発表したエッセイにより、カーネマンの死がスイスの自殺幇助施設における安楽死であることが明かされた[5]。

## 学会
- 哲学学会の会員
- アメリカ心理学会のフェロー
- 計量経済学会の会員

## 栄誉・受賞
- 米国科学アカデミーの会員
- アメリカ芸術科学アカデミーの会員
- アメリカ心理学会より「優れた科学貢献賞」（エイモス・トベルスキーとともに受賞） (1982年)
- ルイビル大学より「グロマイヤー賞」（エイモス・トベルスキーとともに受賞）(2002年)
- 実験心理学会から「ウォーレン・メダル」 (1995年)
- 「一般的心理学に対する専門的貢献のためのヒルガード賞」（Hilgard Award） (1995年)
- トムソン・ロイター引用栄誉賞[6] (2002年)
- ノーベル経済学賞 (2002年)
- アメリカ心理学会より「生涯貢献賞」 (2007年)
- タフツ大学よりワシリー・レオンチェフ賞 (2010年)

### ノーベル経済学賞受賞について
ノーベル経済学賞を受賞したことについて、カーネマンは「心理学者はノーベル賞受賞を喜びはするが、私を特別な存在にするとは思わない」と述べている。

## 著書

### 日本語訳
- 『ダニエル・カーネマン　心理と経済を語る』友野典男・山内あゆ子共訳、楽工社、2011年
- 『ファスト＆スロー（上下）』村井章子・訳、早川書房、2012年
- 『NOISE : 組織はなぜ判断を誤るのか?（上下）』村井章子・訳、早川書房、2021年（オリヴィエ・シボニー、キャス・Ｒ・サンスティーンとの共著）

### 原著

#### 単著
- Kahneman, D. (1973). Attention and effort. Englewood Cliffs, NJ: Prentice-Hall.
- Thinking Fast and Slow. publisher: Farrar, Straus and Giroux, New York (October 25, 2011).

#### 共編著
- Kahneman, D., Slovic, P., & Tversky, A. (1982). Judgment Under Uncertainty: Heuristics and Biases. New York: Cambridge University Press.
- Kahneman, D., Diener, E., & Schwarz, N. (Eds.). (1999). Well-being: The foundations of hedonic psychology. New York: Russell Sage Foundation.
- Kahneman, D., & Tversky, A. (Eds.). (2000). Choices, values and frames. New York: Cambridge University Press and Russell Sage Foundation.
- Gilovich, T., Griffin, D., & Kahneman, D. (Eds.). (2002). Heuristics and biases: The psychology of intuitive jadgment. New York: Cambridge University Press.
- Diener, E., Helliwell, J.F., & Kahneman, D. (Eds.). (2010). International differences in well-being. New York: Oxford University Press.

#### 論文
- Tversky, A.; Kahneman, D. (1971). "Belief in the law of small numbers". Psychological Bulletin 76 (2): 105–110.
- Kahneman, D.; Tversky, A. (1972). "Subjective probability: A judgment of representativeness". Cognitive Psychology 3 (3): 430–454.
- Kahneman, D.; Tversky, A. (1973). "On the psychology of prediction". Psychological Review 80 (4): 237–251.
- Tversky, A.; Kahneman, D. (1973). "Availability: A heuristic for judging frequency and probability". Cognitive Psychology 5 (2): 207–23.
- Tversky, A.; Kahneman, D. (1974). "Judgment under uncertainty: Heuristics and biases". Science 185 (4157): 1124–1131.
- Kahneman, D.; Tversky, A. (1979). "Prospect theory: An analysis of decisions under risk". Econometrica 47 (2): 263–291.
- Tversky, A.; Kahneman, D. (1981). "The framing of decisions and the psychology of choice". Science 211 (4481): 453–458.
- Kahneman, D.; Tversky, A. (1984). "Choices, values and frames". American Psychologist 39 (4): 341–350.
- Kahneman, D.; Miller, D.T. (1986). "Norm theory: Comparing reality to its alternatives". Psychological Review 93 (2): 136–153.
- Kahneman, D.; Knetsch, J.L.; Thaler, R.H. (1990). "Experimental tests of the endowment effect and the Coase theorem". Journal of Political Economy 98 (6): 1325–1348.
- Fredrickson, B. L.; Kahneman, D. (1993). "Duration neglect in retrospective evaluations of affective episodes". Journal of Personality and Social Psychology 65 (1): 45–55.
- Kahneman, D.; Lovallo, D. (1993). "Timid choices and bold forecasts: A cognitive perspective on risk-taking". Management Science 39: 17–31.
- Kahneman, D.; Tversky, A. (1996). "On the reality of cognitive illusions". Psychological Review 103 (3): 582–591.
- Schkade, D. A.; Kahneman, D. (1998). "Does living in California make people happy? A focusing illusion in judgments of life satisfaction". Psychological Science 9 (5): 340–346.
- Kahneman, D. (2003). "A perspective on judgment and choice: Mapping bounded rationality". American Psychologist 58 (9): 697–720.
- Kahneman, D.; Krueger, A.; Schkade, D.; Schwarz, N.; Stone, A. (2006). "Would you be happier if you were richer? A focusing illusion". Science 312 (5782): 1908–10.